# Centrallaget Enigheten
Centrallaget Enigheten var en centralaffär för de finlandssvenska kooperativa mejerierna. Enigheten grundades år 1917 och fusionerades 1994 tillsammans med sina medlemsmejerier med Milka. Under stora delar av 1900-talet fungerade Enigheten som ett svenskspråkigt alternativ till Valio, en kooperativ försäljningsorganisation för andelsmejerier.

## Historia
Andelsmejeriet Valio grundades år 1905 med målet att verka som ett kooperativt smörförsäljningsbolag. Representanter för de svenskspråkiga österbottniska andelsmejerierna träffade Valios representanter den 28 december 1905 i Östermyra (nuvarande Seinäjoki) för att diskutera om de borde ansluta sig till kooperativet.
De svenskspråkiga mejerierna valde att inte göra det, och träffades följande dag i Vasa. Under det mötet fattade de beslut om att grunda ett svenskspråkigt mejeriförbund som skulle få namnet Enigheten. För mejeriförbunden var försäljningen inte det viktigaste utan de ville primärt satsa på utveckling av mejerierna och utbildning av mejeripersonal.  Mejeriförbundet Enigheten grundades år 1906 av 17 andelsmejerier från svenska Österbotten. 
Orsaken till att de svenskspråkiga mejerierna valde att nobba Valio och grunda ett eget kooperativ har senare tillskrivits det svenska språket och bygdesvenskheten, det vill säga en landsbygdsinriktad syn på svenskheten i Finland.
Det dröjde sedan till år 1916 innan Mejeriförbundet Enigheten tog risken att ta steget vidare och överta en privat smörförmedlingsaffär. År 1917 ombildades smörförmedlingsaffären av 10 andelsmejerier till Smörexportlaget Enigheten, som inledde verksamheten den 1.1.1918. Valio och Pellervo ogillade det nya exportlaget. 

Byggnader vid vägkanten, andelsmejeriet Enigheten i bakgrunden.

År 1922 ombildades Smörexportlaget Enigheten tillsammans med Österbottens Kreaturslag till en centralaffär, Centrallaget Enigheten. Under mellankrigstiden verkade Enigheten som en samlande institution för de svenskspråkiga mejerierna i Finland. När Centrallaget Enigheten firade sitt 20-årsjubileum år 1938 hade medlemsmejerierna ökat till 56. Mjölkmängderna hade ökat och medlemsmejerierna hade utvecklats.
En översikt från år 1958 beskriver det då 40-åriga Centrallaget Enigheten som ”en enande centralorganisation” och en organisation som möjliggjort ”en egen självständig finlandssvensk mejerihantering”. Enigheten hade under den tiden stor betydelse i nästan alla svenskspråkiga områden i Finland, i Österbotten, Åboland och Nyland. År 1994 fusionerades Centrallaget Enigheten med Milka. Enigheten var då Finlands sista centrallag i mejeribranschen, eftersom Valio redan några år tidigare hade ombildats till aktiebolag.  Milkas tillverkning upphörde 2004.